# زاون بادویان
زاون لوونی بادویان (ارمنی: Զավեն Լևոնի Բադոյան؛ زادهٔ ۲۲ دسامبر ۱۹۸۹) یک بازیکن فوتبال اهل ارمنستان است.

## باشگاهی
از باشگاه‌هایی که در آن بازی کرده‌است می‌توان به باشگاه فوتبال بانانتس، باشگاه فوتبال کیلیکیا، باشگاه فوتبال گاندزاسار،
باشگاه فوتبال ایمپالس، باشگاه فوتبال باته بوریسف، باشگاه فوتبال گومل و پیونیک اشاره کرد.

## تیم ملی
وی همچنین در تیم ملی فوتبال ارمنستان بازی کرده است. یان نخستین بازی ملی خود را که یک بازی دوستانه بود در تاریخ ۱۰ اوت ۲۰۱۱  در کاوناس در مقابل لیتوانی انجام داده‌است

### گل‌های زده ملی
بازی‌های انجام داده تا تاریخ ۲۸ مه ۲۰۱۶.
| No. | تاریخ      | ورزشگاه                                               | جام | حریف     | گل زده | نتیجه | رقابت        |
| --- | ---------- | ----------------------------------------------------- | --- | -------- | ------ | ----- | ------------ |
| ۱   | ۲۸ مه ۲۰۱۶ | ورزشگاه استاب هاب سنتر، لس آنجلس، ایالات متحده آمریکا | 6   | گواتمالا | ۷–۱    | ۷–۱   | بازی دوستانه |

## افتخارات

### باشگاهی
گاندزاسار
- لیگ برتر فوتبال ارمنستان مقام سوم (۱): ۲۰۰۸

 باته بوریسف
- لیگ برتر فوتبال بلاروس (۱): ۲۰۱۲, ۲۰۱۳
- سوپر جام فوتبال بلاروس (۱): ۲۰۱۳
- سوپر جام فوتبال بلاروس نایب قهرمان (۱): ۲۰۱۲